# 小行星70207
小行星70207（70207 Davidunlap）是一颗绕太阳运转的小行星，为主小行星带小行星。该小行星于1999年9月发现。
該小行星以加拿大律師大衛·亞歷山大·鄧拉普命名。

## 轨道参数
小行星70207的轨道半长轴为357 638 472 km，2.3906315 UA，离心率为0.096。